# Gries im Sellrain
Gries im Sellrain ist eine Gemeinde mit 621 Einwohnern (Stand 1. Jänner 2024) im Bezirk Innsbruck-Land des Bundeslandes Tirol (Österreich). Die Gemeinde liegt im Gerichtsbezirk Innsbruck und wurde nach dem gleichnamigen Hauptort benannt.

## Geografie
Gries liegt im mittleren Sellraintal, einem Seitental des Inntals. Von Gries zweigt das Lüsenstal ab, dessen hinterer Teil zur Gemeinde St. Sigmund im Sellrain gehört. Außerdem mündet der von St. Sigmund kommende Zirmbach im Dorfkern von Gries in die Melach. Der Ort liegt in den Stubaier Alpen. Im Norden bilden die Nördlichen Sellrainer Berge mit dem Roßkogel (2646 m) die Gemeindegrenze. Nach Westen steigt das Land zu den Südwestlichen Sellrainer Bergen mit Sömen (2516 m) und Freihut (2616 m) an. Im Osten liegt die Untergruppe der Südöstlichen Sellrainer Berge mit dem höchsten Punkt der Gemeinde Auf Sömen mit 2798 Meter.
Die Gemeinde hat eine Fläche von 22,62 Quadratkilometer. Davon sind 7 Prozent landwirtschaftliche Nutzfläche, 53 Prozent Wald, 17 Prozent Almen und 22 Prozent sind hochalpines Gebiet.
Zum Gemeindegebiet gehören noch zahlreiche Weiler am Hang (Obermarendebach …) sowie die hochwassergefährdete Talsohle zwischen Muren (Obergries) und Untermarendebach.

### Gemeindegliederung
- Dorf (gemeint ist der Ort Gries im Sellrain)
- Obergries
- Murenhöfe
- Bichl
- Obermarendebach
- Untermarendebach
- Neder
- Reichenhöfe
- Taxach
- Juifenau
- Narötz

Die Gemeinde ist vorwiegend eine Auspendlergemeinde mit wenig Tourismus. Die meisten Bewohner pendeln nach Innsbruck aus.

### Nachbargemeinden
|                         | Inzing                                      | Oberperfuss |
| St. Sigmund im Sellrain | Kompassrose, die auf Nachbargemeinden zeigt | Sellrain    |
|                         |                                             |             |

## Geschichte

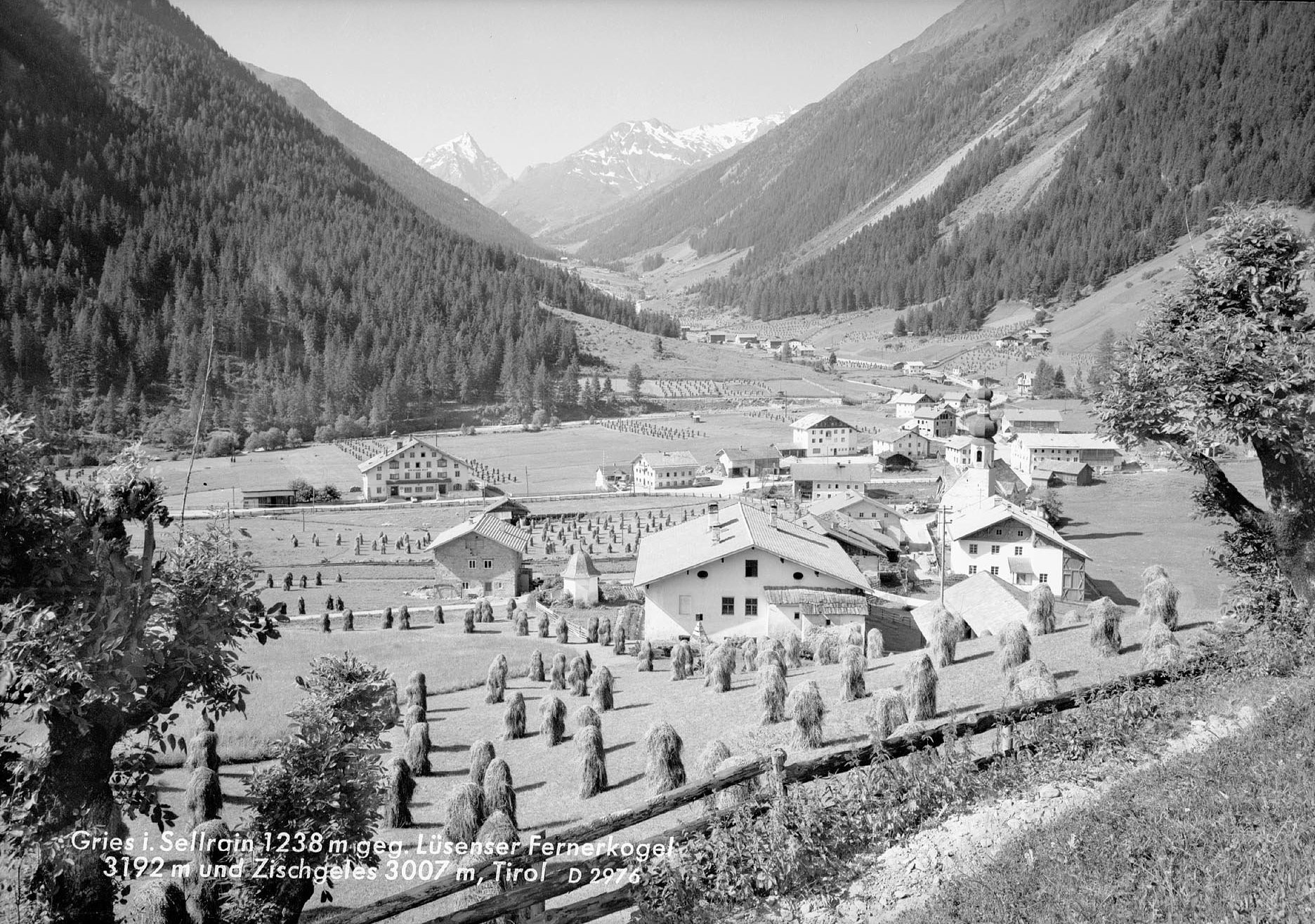
Gries im Sellrain gegen Lüsener Fernerkogel und Zischgeles (1962)

Der Name Gries wird erstmals im Jahr 1410 als Flurname an dem Gries erwähnt. Der Name kommt von griez – der mittelhochdeutschen Entsprechung von rätoromanisch Gleirsch – und bedeutet ‚Geröll‘. Gemeint ist damit der grobe Sand, der beim Zusammenfluss von Melach und Zirmbach abgelagert wird. Nach einer Steuerbeschreibung aus dem Jahr 1629 besteht Axams aus drei Zehenten. Das „Hintere Zehent Sellraintal“ wird darin auch „auf dem Gries“ genannt. Auch kirchlich gehört Gries zur Urpfarre Axams. In den Jahren 1733 bis 1734 wird die Kirche zum hl. Martin erbaut, eine eigenständige Pfarre wird Gries jedoch erst 1891. Von 1951 bis 1953 wird die Volksschule und 1979/80 das Gemeindeamt erbaut. Ein Bergsturz im Jahr 2003 macht die Errichtung eines Dammes zum Schutz der Reichenhöfe-Siedlung notwendig.

### Bevölkerungsentwicklung
EinwohnerJahr3003504004505005506006501860189019201950198020102040EinwohnerEinwohnerentwicklung von Gries im Sellrain

## Kultur und Sehenswürdigkeiten

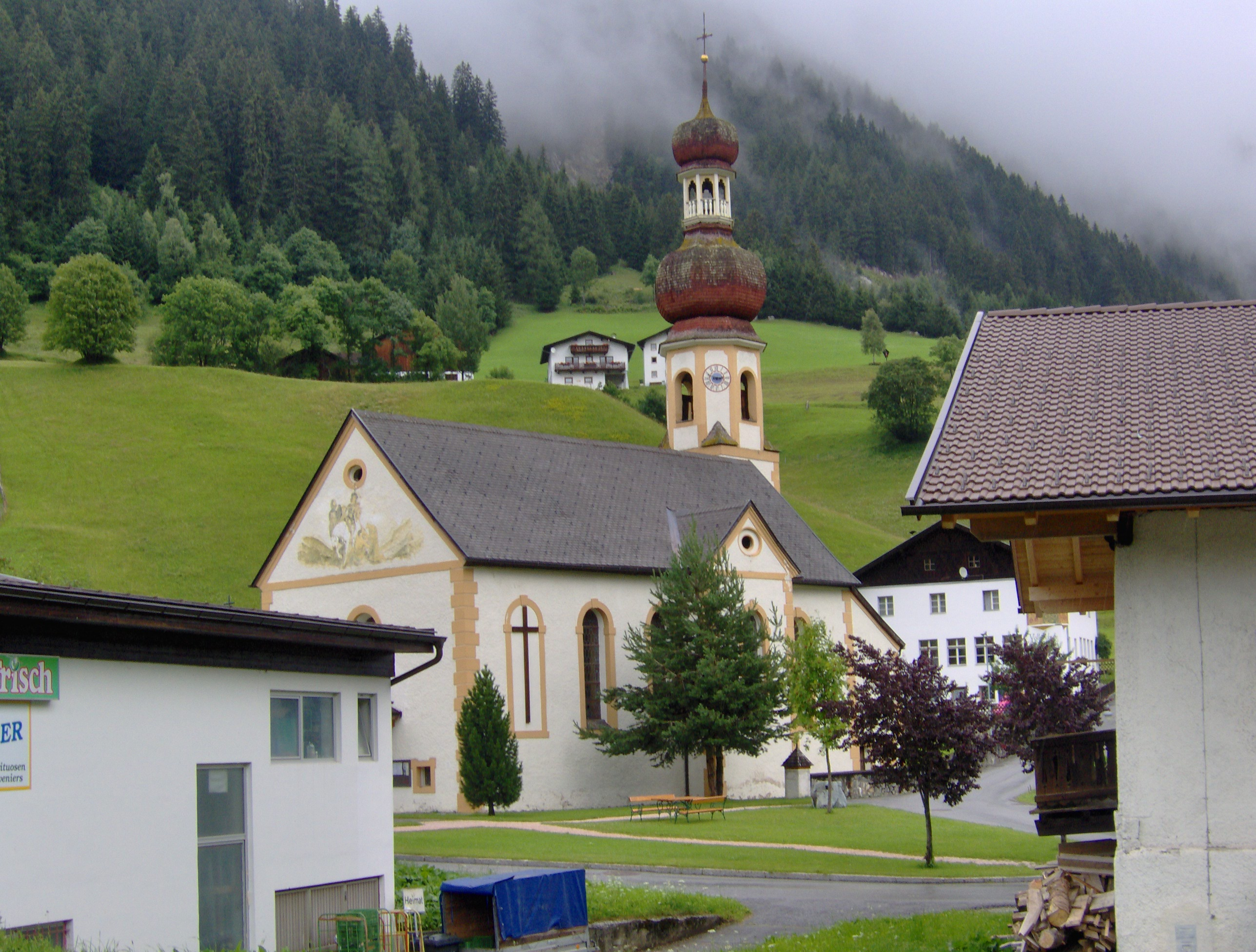
Pfarrkirche Gries im Sellrain

- Katholische Pfarrkirche Gries im Sellrain hl. Martin

## Wirtschaft und Infrastruktur

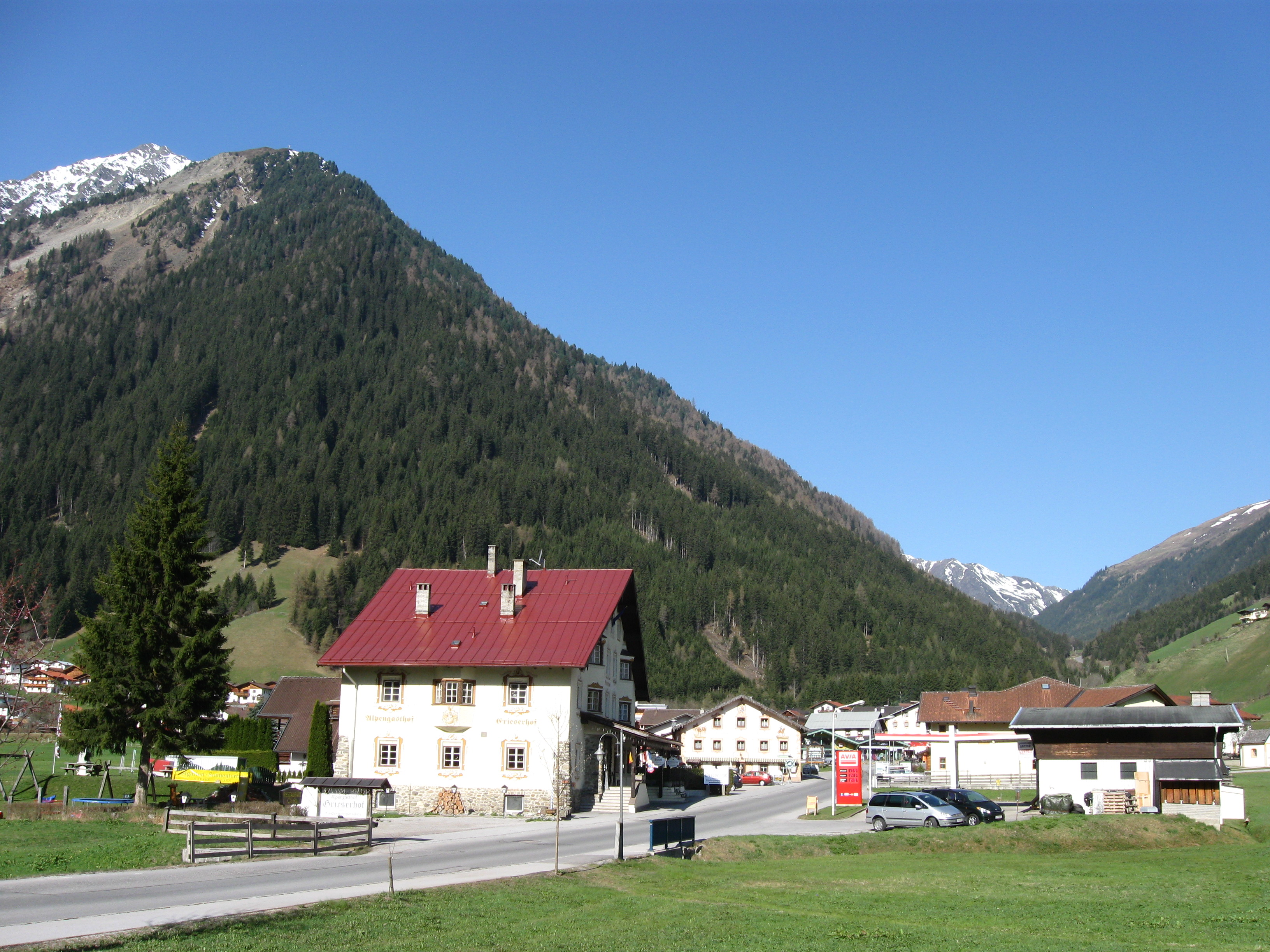
Ortsansicht von Gries im Sellrain

### Wirtschaftssektoren
Von den 40 landwirtschaftlichen Betrieben des Jahres 2010 wurden 2 im Haupt-, 31 im Nebenerwerb, 3 von Personengemeinschaften und 4 von juristischen Personen geführt. Diese 4 bewirtschafteten 70 Prozent der Flächen. Im Jahr 2011 waren von rund siebzig Arbeitsplätzen in Gries drei Viertel im Dienstleistungssektor und darin vor allem in sozialen und öffentlichen Diensten. Der Produktionssektor beschäftigte 13 Erwerbstätige, hauptsächlich im Baugewerbe, die Landwirtschaft 4.
| Wirtschaftssektor            | Anzahl Betriebe | Anzahl Betriebe | Erwerbstätige | Erwerbstätige |
| Wirtschaftssektor            | 2011            | 2001            | 2011          | 2001          |
| ---------------------------- | --------------- | --------------- | ------------- | ------------- |
| Land- und Forstwirtschaft 1) | 40              | 36              | 4             | 11            |
| Produktion                   | 5               | 3               | 13            | 12            |
| Dienstleistung               | 29              | 27              | 55            | 74            |

1) Betriebe mit Fläche in den Jahren 2010 und 1999
| Von den 292 Erwerbstätigen, die im Jahr 2011 in Gries wohnten, arbeiteten zwanzig Prozent in der Gemeinde, achtzig Prozent pendelten aus. Von diesen verließ der Großteil auch den Bezirk Innsbruck-Land. Gries im Sellrain ist ein zweisaisonaler Fremdenverkehrsort. Die Anzahl der Übernachtungen stieg von 42.000 im Jahr 2011 auf 46.000 im Jahr 2018, um auf 29.000 im COVID-Jahr 2020 zurückzugehen. Gries ist über die Sellraintalstraße (Landesstraße L13) erreichbar. Diese führt von Zirl über Gries und den Kühtaisattel in das Ötztal. | Hier fehlt eine Grafik, die leider im Moment aus technischen Gründen nicht angezeigt werden kann. Wir arbeiten daran! |

## Politik

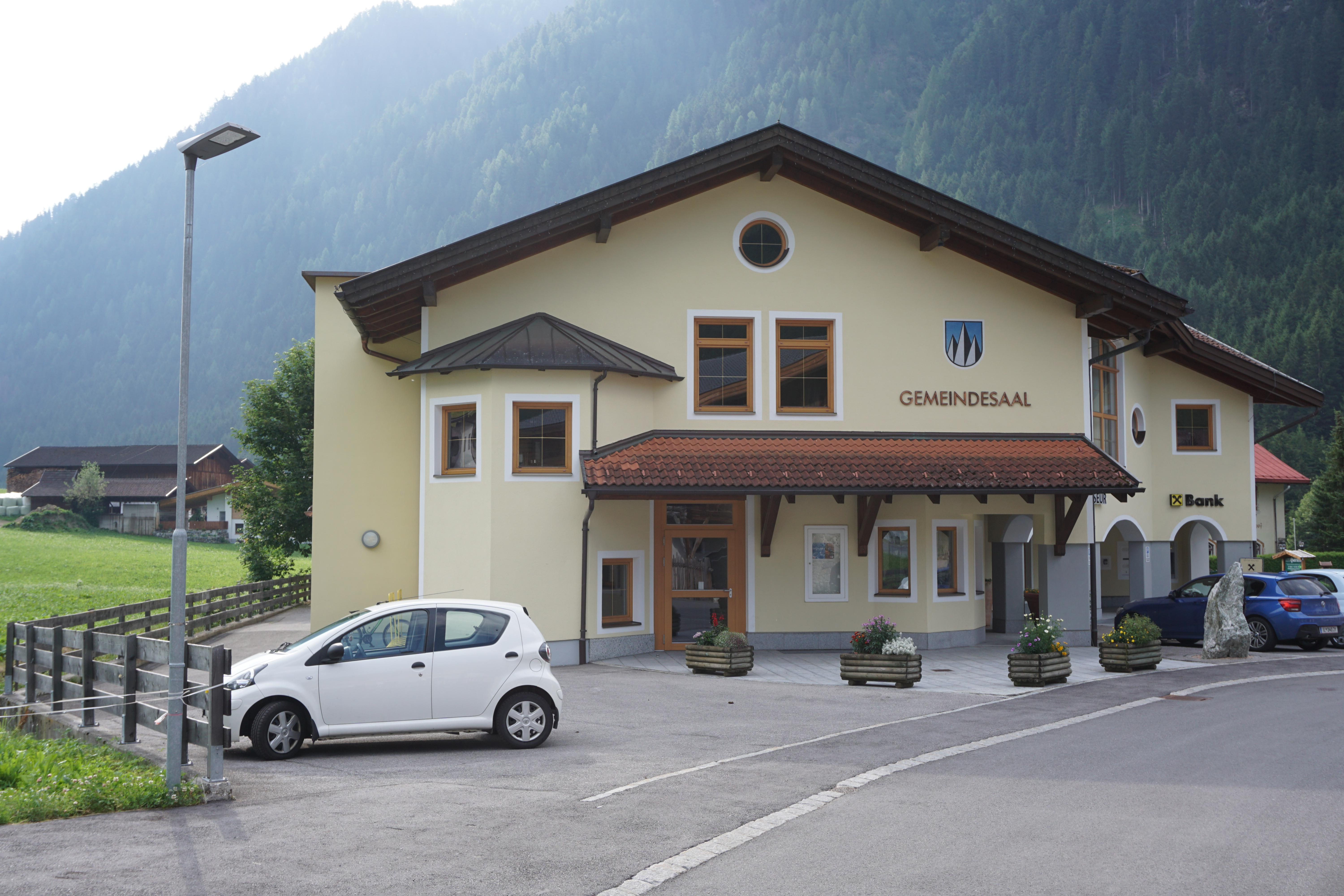
Gemeindesaal

### Gemeinderat
Zur Gemeinderatswahl werden 11 Mandate vergeben. Die letzten Wahlen ergaben folgende Ergebnisse:
| Partei                                         | 2022    | 2022    | 2022    | 2016  | 2016    | 2016    | 2010 | 2010    | 2010    | 2004 | 2004    | 2004    |
| Partei                                         | Prozent | Stimmen | Mandate | %     | Stimmen | Mandate | %    | Stimmen | Mandate | %    | Stimmen | Mandate |
| ---------------------------------------------- | ------- | ------- | ------- | ----- | ------- | ------- | ---- | ------- | ------- | ---- | ------- | ------- |
| ZAMHALTN für ein lebenswertes Gries (ZAMHALTN) | 71,12   | 298     | 8       |       |         |         |      |         |         |      |         |         |
| Gemeinsam für Gries (GFG)                      | 28,88   | 121     | 3       | 41,48 | 161     | 4       |      |         |         |      |         |         |
| Dorfliste Gries                                |         |         |         | 58,82 | 258     | 7       | 100  | 269     | 13      |      |         |         |
| Gemeindeliste ÖVP                              |         |         |         |       |         |         |      |         |         | 100  | 257     | 11      |

### Bürgermeister
Hans Motz wurde zum Bürgermeister gewählt.

## Persönlichkeiten

### Söhne und Töchter der Gemeinde
- Gereon Motyka (1892–1969), Prämonstratenser